# سلفاتاز الستيرويد
ستيرويد سلفاتاز (أس تي أس)، أو ستريل سلفاتاز (إي أس 3.1.6.2)، المعروف سابقًا باسم أريل سلفاتاز سي، هو إنزيم سلفاتاز يشارك في إستقلاب الستيرويد. يشفر بواسطة جين أس تي أس.

## تفاعلات
هذا الإنزيم يحفز التفاعل الكيميائي التالي:
3بيتا-هيدروكسي أندروست-5-إين-17-واحد 3-سلفات + ماء ⇌ 3بيتا-هيدروكسي أندروست-5-إين-17-واحد + كبريتات
يعمل أيضًا على بعض كبريتات الستريل ذات الصلة.

## وظيفة

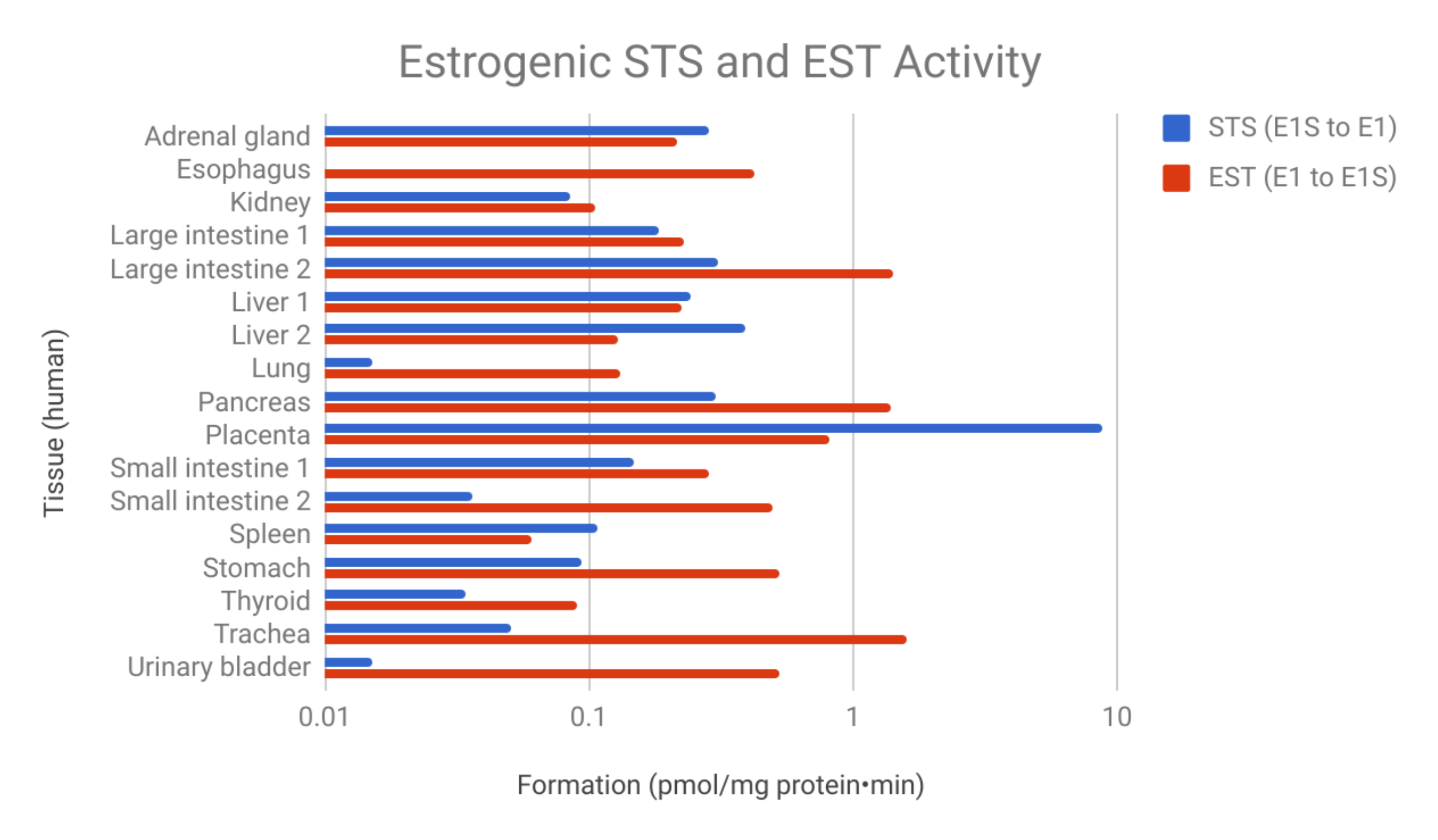
توزيع أنشطة أس تي أس وإي أس تي للتحويل البيني للإسترون (إي1) وكبريتات الإسترون (إي1أس) في الأنسجة البشرية البالغة.

يحفز البروتين المشفر بواسطة هذا الجين تحويل سلائف الستيرويد الكبريتية إلى الستيرويد الحر. يتضمن ذلك كبريتات دي أتش إي آي، وكبريتات الإسترون، وكبريتات البريغنينولون، وكبريتات الكوليسترول، وكلها بأشكالها غير المقترنة (دي أتش إي آي، والإسترون، والبريغنينولون، والكوليسترول، على التوالي). عثرعلى البروتين المشفر في الشبكة الإندوبلازمية، حيث يوجد كجهاز البروتين المتجانس.

## أهمية سريرية
يرتبط النقص الخلقي في الإنزيم بالسماك المرتبط بالكروموسوم إكس، وهو مرض جلدي متقشر يصيب تقريبًا 1 من كل 2000 إلى 6000 ذكر. ينتج تقشر الجلد المفرط وفرط التقرن عن نقص في الإنهيار وبالتالي تراكم كبريتات الكوليسترول، وهو الستيرويد الذي يعمل على إستقرار أغشية الخلايا ويضيف تماسكًا، في الطبقات الخارجية من الجلد.
ترتبط عمليات الحذف الجينية بما في ذلك أس تي أس بزيادة خطرالإصابة بإضطرابات النمو والمزاج (والسمات المرتبطة بها) والرجفان الأذيني أو الرفرفة الأذينية عند الذكور. قد يؤدي كل من نقص سلفاتاز الستيرويد ومتغيرات المخاطر الجينية الشائعة داخل أس تي أس إلى زيادة خطر الإصابة بالرجفان الأذيني.
تعمل كبريتات الستيرويد مثل كبريتات دي أتش إي آي وكبريتات الإسترون بمثابة خزانات خاملة بيولوجيًا كبيرة للتحول إلى الأندروجين والإستروجين، على التوالي، وبالتالي فهي ذات أهمية للحالات التي تعتمد على الأندروجين والإستروجين مثل سرطان البروستاتا وسرطان الثدي وانتباذ بطانة الرحم وغيرها. أجري عدد من التجارب السريرية مع مثبطات الإنزيم التي أظهرت فائدة سريرية، خاصة في علم الأورام وحتى الآن حتى المرحلة الثانية. كان عقار إيروسوستات غير الستيرويدي هو الأكثر دراسة حتى الآن.

## مثبطات
تشمل مثبطات أس تي أس إيروسوستات وكبريتات الإسترون (إي أم آي تي إي) وأستراديول كبريتات (إي2 أم آي تي إي) ودانازول. تعتمد أكثر المثبطات فاعلية على حامل دواء أريل سلفامات ويعتقد أن مثل هذه المركبات تعدل بشكل لا رجعة فيه بقايا فورميل جليسين الموقع النشط لسلفات الستيرويد.

## أسماء
يُعرف ستيريل سلفاتاز أيضًا باسم أريل سلفاتاز وستيرويد سلفاتاز وستيرول سلفاتاز وديهيدرو إيبي أندروستيرون سلفات سلفاتاز وأريل سلفاتاز سي والستيرويد 3 سلفاتاز وسلفات الستيرويد سلفوهيدرولاز وديهيدرو إيبي أندروستيرون سلفاتاز وريجنينولون سلفاتاز وسلفاتاز الفينول ستيروديروكذلك باسمه المنهجي ستريل كبريتات سلفوهيدرولاز.

## روابط خارجية
Steryl-Sulfatase في المكتبة الوطنية الأمريكية للطب نظام فهرسة المواضيع الطبية (MeSH).